# Nawaf Salam
Nawaf Salam(1953) is een Libanees jurist, historicus en politicoloog. Sinds 8 februari 2025 is hij premier van Libanon.

## Levensloop
Nawaf Abdallah Salim Salam werd geboren
15 december 1953 in Beiroet in een vooraanstaande Sunitische familie. Hij studeerde in Frankrijk en de Verenigde Staten. Hij werkte als universitair lector en als advocaat. 
Hij was lid van de Nationale Libanese Kiescommissie en de Libanese Nationale UNESCO Commissie. Daarnaast werkte hij voor de Sociaal-Economische Raad van Libanon. Van 2007 tot 2017 was Salam ambassadeur en permanent vertegenwoordiger van Libanon bij de Verenigde Naties. In die jaren was hij ook tijdelijk lid van de Veiligheidsraad en het in 2011 door hem voorgestelde vliegverbod voor de regering van Libië leidde tot de snelle val van Kadhafi. In 2018 werd hij rechter bij het Internationaal Gerechtshof in Den Haag, en in 2024 president van dat Hof.
In 2022 werd Salam al eens in het Libanese parlement genomineerd voor het premierschap en op 13 januari 2025 werd hij daadwerkelijk voorgedragen aan de nieuwggekozen president Joseph Aoun. Zijn benoeming volgde op een periode van confrontatie tussen zuiderbuur Israël en de Sji'itische milities in Zuid-Libanon. Door de verzwakking van Hezbollah kwam een einde aan een bijna driejarige verlammende periode zonder president en met een zakenkabinet onder Najib Mikati. Salam vormde een regering met 24 ministers uit alle godsdienstige richtingen, maar zonder Hezbollah.

## Familie
Salams grootvader Salim al-Salam was lid van het Osmaanse parlement en voorzitter van de gemeenteraad van Beiroet. Zijn oom Saeb Salam was viermaal premier van Libanon tussen 1927 en 1952. Ook zijn neef Tammam Salam was premier van 2014 tot 2016.
Salam is gehuwd met Sahar Baassiri, en heeft twee kinderen.